# Gérard-Philippe Broutin
Pour les articles homonymes, voir Broutin.
 (avril 2015).
Si vous disposez d'ouvrages ou d'articles de référence ou si vous connaissez des sites web de qualité traitant du thème abordé ici, merci de compléter l'article en donnant les références utiles à sa vérifiabilité et en les liant à la section « Notes et références ».
Gérard-Philippe Broutin, dit Broutin, est un artiste lettriste français, né le 18 août 1948 à Saint-Cloud. Il vit et travaille à Berlin depuis 2010.

## Biographie
Il suit des études d'Histoire de l'Art à l'Université de Paris/Nanterre, puis à l'École du Louvre, où il assiste aux cours d'épigraphie égyptienne.
À côté d'autres artistes tels que Maurice Lemaître, Roland Sabatier, Alain Satié, François Poyet ou Jean-Pierre Gillard notamment, Broutin rencontre Isidore Isou en 1968 et dès lors, il participe à la plupart des manifestations et expositions lettristes. 
Ses premières œuvres picturales sont montrées en mars 1969, lors de l'exposition “Aujourd'hui le lettrisme et l'hypergraphie” à la Galerie Stadler à Paris. Les éléments disséminés qu'il propose - lignes d'écritures,  idéogrammes hiéroglyphiques, compartiments vides, tracés avec précision - évoluent vers la création d'un alphabet personnel, fait de signes notionnels, principalement des animaux et des végétaux, qui sera sa marque particulière et originale. Avec cet alphabet il se consacrera  à la transcription de textes d'Isou, comme dans la série Le désir paradisiaque et l'externité, réalisée de 1973 à 1976, et poursuivi aujourd'hui encore, Le désir retrouvé.
À côté de l'esthétique hypergraphique, Broutin explore l'univers de la sculpture vivante, et propose notamment la suite regroupée sous le titre Les habitants de N.Y. constituent le plus grand  groupe de sculpture vivante jamais réalisé, qu'il accomplit à  partir de 1976, et dont les titres évocateurs, 2pm : furioso, Cette pensée que j'ai pourquoi ne pourrais-je pas la pénétrer, Les enrhumés, soumettent aux amateurs les dimensions élémentaires, mécaniques et thématiques d'une œuvre corporelle.
À partir de 1991 Broutin explore l'esthétique nouvelle de l'excoordisme ou téïsynisme plastique en proposant ses Superpositions excoordistes qu'il développe depuis sa Superposition excoordiste no 1 montrée en 1992 à la Galerie de Paris jusqu'à Journées de merde et Les jours se suivent, deux séries de portraits exposées dans la galerie virtuelle E.T. Web en 2003 et 2004.

## Publications
- Le Livre des Vivants (1971)
- T trop de P (1973)
- Les Platanes Alignés (1980)
- L'Invitation au Voyage (1989)
- Différents infinis (1995)
- Les habitants de NY, Collection Acquaviva / Derrière la salle de bains (2009)
- Le Cahier de dessin, Editions AcquAvivA, Berlin (2012)
- Oeuvres nécrophiliques, Editions AcquAvivA, Berlin (2013)
- Concerto pour une bouche et quatre membres, Editions AcquAvivA, Berlin (2015)
- CRU2, B@£, Berlin (2016)

Broutin est également l'auteur et l'interprète d'œuvres poétiques et musicales à base de lettres et de phonèmes. En 1975, France Musique la Nuit lui consacre un programme entier,  Ere isouienne, an 52 : un musicien lettriste: Gérard-Philippe Broutin, la même année, il apparaît dans une autre émission, Cathédrales Englouties. En 1984, il est l'invité des Rencontres Internationales de Poésie de Tarascon, où il présente des œuvres de méca-esthétique corporelle ; en 2002, il propose 10 petites pièces supplémentaires au Donaueschingen Musiktage.
Éditeur de plusieurs ouvrages importants d'Isidore Isou, dont les différents tomes du Soulèvement de la jeunesse et le roman Jonas ou le corps à la recherche de son âme, directeur de campagne des candidats lettristes aux élections législatives de 1995, Broutin occupe une place importante dans le lettrisme dans le cadre général de la propagation des conceptions du lettrisme dans tous les domaines culturels et quotidiens.